# Wda (gromada)
Wda – dawna gromada, czyli najmniejsza jednostka podziału terytorialnego Polskiej Rzeczypospolitej Ludowej w latach 1954–1972.
Gromady, z gromadzkimi radami narodowymi (GRN) jako organami władzy najniższego stopnia na wsi, funkcjonowały od reformy reorganizującej administrację wiejską przeprowadzonej jesienią 1954 do momentu ich zniesienia z dniem 1 stycznia 1973, tym samym wypierając organizację gminną w latach 1954–1972.
Gromadę Wda z siedzibą GRN we Wdzie utworzono – jako jedną z 8759 gromad na obszarze Polski – w powiecie starogardzkim w woj. gdańskim na mocy uchwały nr 23/III/54 WRN w Gdańsku z dnia 5 października 1954. W skład jednostki weszły obszary dotychczasowych gromad Wda, Smolniki i Ocypel oraz miejscowość Pawelec z dotychczasowej gromady Wilcze Błota ze zniesionej gminy Lubichowo, a także osada Bojanowo z dotychczasowej gromady Wielki Bukowiec ze zniesionej gminy Skórcz – w tymże powiecie. Dla gromady ustalono 14 członków gromadzkiej rady narodowej.
1 stycznia 1962 gromadę zniesiono, a jej obszar włączono do gromady Lubichowo w tymże powiecie.